# Henryk Nowak (językoznawca)
Henryk Nowak (ur. 15 lipca 1932 w Borku Wielkopolskim, zm. 30 marca 2010 w Poznaniu) – polski językoznawca, dialektolog.

## Życiorys
W 1939 roku rozpoczął naukę w Publicznej Szkole Powszechnej w Borku Wielkopolskim, którą ukończył w 1946 roku. Następnie, przez dwa lata uczęszczał do Państwowego Gimnazjum i Liceum w Jarocinie. Rok później, w wyniku przeprowadzki rodziców z Borku do Nowej Soli, rozpoczął naukę w Szkole Ogólnokształcącej Stopnia Licealnego, gdzie w latach 1949–1951 pełnił funkcję przewodniczącego Samorządu Uczniowskiego. W 1951 roku ukończył szkołę, a wraz z nią Państwowe Kursy Nauczycielskie, dzięki czemu uzyskał dyplom nauczyciela szkół ogólnokształcących stopnia podstawowego. W 1955 roku uzyskał tytuł magistra filologii polskiej na Uniwersytecie im. B. Bieruta we Wrocławiu.
Do listopada 1955 roku, na zlecenie profesora Stanisława Rosponda, brał udział w pracach Komisji do Ustalania Nazw Miejscowości i Obiektów Fizjograficznych na tzw. Ziemiach Odzyskanych.
W grudniu 1955 r. objął stanowisko asystenta w Zakładzie Fonograficznym Uniwersytetu Poznańskiego, od 30 sierpnia 1965 roku był starszym asystentem. Na początku września został adiunktem (praca o Gwarze chazackiej w powiecie rawickim napisana pod kierunkiem prof. Zenona Sobierajskiego, wydana w 1970 roku). Cztery lata później, w wyniku likwidacji Pracowni Archiwizacji Gwar, zatrudniony został najpierw w Zakładzie Języka Polskiego Instytutu Filologii Polskiej, a od maja 1974 Zakładzie Dialektologii Polskiej IFP. Habilitowany w 1977 roku, od 26 października 1990 roku profesor zwyczajny. W latach 1978–1986 pełnił funkcję wicedyrektora IFP, był prodziekanem Wydziału Filologicznego (1985) i kierownikiem Zakładu Dialektologii Polskiej (1987). Przez badaczy zwany „cichym dialektologiem”, przez współpracowników „Heniutkiem”.
Zmarł 30 marca 2010 roku w Poznaniu. Pochowany został na cmentarzu Junikowskim.

## Kariera naukowa
Henryk Nowak zajmował się głównie opracowywaniem map do atlasu wielkopolskiego, zbieraniem materiałów do (mającego powstać) słownika gwary chazackiej oraz wyborem tekstów gwarowych z terenów południowej Wielkopolski.
Jego pierwszą publikacją była praca dyplomowa Gwary chazackie w powiecie rawickim (1970). Dwanaście lat później wydał Gwary południowej Wielkopolski, a w roku 1990, w związku z profesurą, Charakterystykę fonetyczną gwar okolic Borku Wielkopolskiego (w południowej Wielkopolsce). Jednym z jego najbardziej cenionych dzieł, pomimo że nie był bezpośrednio jego redaktorem, jest Atlas języka i kultury ludowej Wielkopolski (1979–1989). Na rzecz tego przedsięwzięcia prof. Nowak przygotował znaczną liczbę map językowych i komentarzy.